# Anže Semenič
Anže Semenič (* 1. August 1993 in Kranj) ist ein ehemaliger slowenischer Skispringer.

## Werdegang
Semenič gab sein internationales Debüt im September 2010 in Kranj im Rahmen des Alpencups. Nach stetigen Leistungssteigerungen und mehreren Top-10-Platzierungen im Februar 2012 gab er am 8. Juli 2012 in Kranj sein Debüt im Skisprung-Continental-Cup, wo er mit Platz 32 die Punkteränge nur knapp verpasste. Im September 2012 wurde er in Klingenthal in beiden Continental-Cup-Springen disqualifiziert.
Nach weiteren guten Platzierungen im Alpencup erhielt er im Dezember 2012 erneut die Nominierung für den Continental Cup. Am 5. Januar 2013 gelang ihm im polnischen Zakopane erstmals der Sprung in die Punkteränge. Dabei verpasste er mit dem vierten Platz nur knapp das Podium. Einen Tag später gewann er auf der Wielka Krokiew sein erstes Continental-Cup-Springen. Daraufhin bekam er zwei Tage später in Wisła die Möglichkeit im Skisprung-Weltcup zu starten. Nach einem guten Platz in der Qualifikation erreichte er im Springen mit Platz 40 nicht den Sprung in den zweiten Durchgang. Auch in Zakopane konnte er sich deutlich qualifizieren, erreichte aber im ersten Durchgang nur Platz 37 und schied aus.
In Liberec gelang ihm bei den Nordischen Junioren-Skiweltmeisterschaften 2013 mit der Mannschaft der Gewinn der Goldmedaille. Im Einzelspringen sprang er auf Platz 14. Im Continental-Cup-Springen nach der Junioren-WM in Planica erreichte er mit den Plätzen fünf und drei erneut vordere Platzierungen.
Die Slowenischen Meisterschaften 2013 beendete er im Einzelspringen auf dem siebenten Platz, da er nach einem guten ersten Sprung nur schwach im zweiten Durchgang sprang. Im Teamspringen erreichte er mit der Mannschaft den vierten Platz.
Im ersten Continental-Cup-Springen nach der Slowenischen Meisterschaft am 9. Februar 2013 in Iron Mountain konnte er mit Platz 30 nicht überzeugen. Das zweite Springen konnte er am selben Tag jedoch deutlich gewinnen. Einen Tag später ließ er am selben Ort den dritten Continental-Cup-Sieg seiner Karriere folgen.
Nachdem Semenič zuvor die komplette Saison 2014/15 nicht für den Weltcup berücksichtigt wurde, berief ihn der slowenischen Trainer Goran Janus für die Skiflug-Wettbewerbe in Vikersund wieder in die Weltcup-Mannschaft. Beim Skifliegen vom 14. Februar erreichte er den 26. Platz und sammelte damit seine ersten Weltcup-Punkte. Auch am 15. Februar erreichte er den zweiten Durchgang und schloss das Skifliegen auf dem 27. Platz ab.
Auch beim Heim-Weltcup in Planica gehörte Semenič wieder der slowenischen Weltcup-Mannschaft an, dabei gewann er die Qualifikation zum Springen am 20. März 2015. Beim Springen selbst erreichte er mit dem 10. Platz seine mit Abstand beste Weltcupplatzierung im Einzelspringen. Nur einen Tag später gewann er mit der slowenischen Mannschaft das Teamspringen von Planica. Er beendete die Saison auf dem 53. Platz in der Weltcupgesamtwertung.
In der Saison 2015/16 sprang er bis einschließlich der Vierschanzentournee im Weltcup, konnte dabei mit nur einer Finalteilnahme aber nicht überzeugen. Deshalb wechselte er danach wieder in den Continental Cup. Im Weltcup wurde er nur noch für die Stationen in Almaty im Februar und zum Weltcup-Finale in Planica berücksichtigt. Seine besten Saison-Ergebnisse waren ein Podestplatz als Zweiter in einem COC-Springen sowie der 27. Platz im Einzel und der zweite Platz mit der Mannschaft beim Weltcup in Planica.
Am 11. September 2016 erreichte Semenič in Tschaikowski seinen ersten Sommer-Grand-Prix-Sieg, nachdem er bereits am Vortag als Zweiter zum ersten Mal auf dem Podium stand. In die Winter-Saison startete er im Dezember im Continental Cup, wobei er am 11. Dezember 2016 in Vikersund seinen achten COC-Sieg feiern konnte. Mit Beginn der Vierschanzentournee gehörte er dann bis zum Saisonende zum slowenischen Weltcupteam. Seine beste Saison-Platzierung im Weltcup war Platz 19 beim Skifliegen in Vikersund.
In der Saison 2017/18 war er ein fester Bestandteil der slowenischen Weltcup-Mannschaft über die komplette Saison. Bei der Skiflug-Weltmeisterschaft 2018 in Oberstdorf belegte er den 14. Platz im Einzel und holte zusammen mit Jernej Damjan, Domen Prevc und Peter Prevc die Silbermedaille im Mannschaftsspringen als Zweiter hinter Norwegen. Am 28. Januar 2018 gelang ihm in Zakopane sein erster Weltcupsieg im Einzel. Bei den Olympischen Winterspielen 2018 in Pyeongchang gehörte er zum fünfköpfigen slowenischen Aufgebot und wurde in zwei von drei Wettbewerben eingesetzt. Im Einzelwettbewerb auf der Großschanze belegte er den 30. Platz, nachdem er im Finaldurchgang disqualifiziert wurde. Mit der slowenischen Mannschaft wurde er im Mannschaftswettbewerb auf der Großschanze Fünfter.
Am 23. Dezember 2018 gewann Semenič die Silbermedaille bei den Slowenischen Meisterschaften 2018 in Planica hinter Timi Zajc und vor Bor Pavlovčič. Ein Jahr später errang er die Goldmedaille.
Nach der Saison 2021/22 beendete er seine sportliche Laufbahn.

## Erfolge
- Junioren-WM: Goldmedaille Team 2013

### Weltcupsiege im Einzel
| Nr. | Datum           | Ort      | Typ         |
| --- | --------------- | -------- | ----------- |
| 01. | 28. Januar 2018 | Zakopane | Großschanze |

### Weltcupsiege im Team
| Nr. | Datum         | Ort       | Typ         |
| --- | ------------- | --------- | ----------- |
| 01. | 21. März 2015 | Planica   | Flugschanze |
| 02. | 16. März 2019 | Vikersund | Flugschanze |

### Grand-Prix-Siege im Einzel
| Nr. | Datum              | Ort          | Typ         |
| --- | ------------------ | ------------ | ----------- |
| 01. | 11. September 2016 | Tschaikowski | Großschanze |

### Continental-Cup-Siege im Einzel
| Nr. | Datum             | Ort           | Typ         |
| --- | ----------------- | ------------- | ----------- |
| 01. | 6. Januar 2013    | Zakopane      | Großschanze |
| 02. | 9. Februar 2013   | Iron Mountain | Großschanze |
| 03. | 10. Februar 2013  | Iron Mountain | Großschanze |
| 04. | 8. März 2014      | Zakopane      | Großschanze |
| 05. | 21. Februar 2015  | Iron Mountain | Großschanze |
| 06. | 14. März 2015     | Nischni Tagil | Großschanze |
| 07. | 15. März 2015     | Nischni Tagil | Großschanze |
| 08. | 11. Dezember 2016 | Vikersund     | Großschanze |
| 09. | 2. Februar 2020   | Planica       | Großschanze |
| 10. | 22. Januar 2022   | Innsbruck     | Großschanze |
| 11. | 23. Januar 2022   | Innsbruck     | Großschanze |

## Statistik

### Weltcup-Platzierungen
| Saison  | Skiflugwertung | Skiflugwertung | Gesamtwertung | Gesamtwertung |
| Saison  | Platz          | Punkte         | Platz         | Punkte        |
| ------- | -------------- | -------------- | ------------- | ------------- |
| 2014/15 | 028.           | 035            | 053.          | 035           |
| 2015/16 | 040.           | 006            | 064.          | 008           |
| 2016/17 | 026.           | 033            | 045.          | 041           |
| 2017/18 | 018.           | 047            | 022.          | 256           |
| 2018/19 | 015.           | 099            | 028.          | 203           |
| 2019/20 | 020.           | 022            | 037.          | 060           |
| 2020/21 | 029.           | 013            | 051.          | 030           |
| 2021/22 | 031.           | 015            | 061.          | 017           |

### Grand-Prix-Platzierungen
| Saison | Platz | Punkte |
| ------ | ----- | ------ |
| 2013   | 62.   | 025    |
| 2015   | 08.   | 238    |
| 2016   | 11.   | 204    |
| 2017   | 11.   | 172    |

### Continental-Cup-Platzierungen
| Saison  | Sommer | Sommer | Winter | Winter | Gesamt | Gesamt |
| Saison  | Platz  | Punkte | Platz  | Punkte | Platz  | Punkte |
| ------- | ------ | ------ | ------ | ------ | ------ | ------ |
| 2012/13 | –      | –      | –      | –      | 0007.  | 0667   |
| 2013/14 | 0081.  | 0009   | 0012.  | 0436   | 0015.  | 0445   |
| 2014/15 | 0021.  | 0152   | 0001.  | 0901   | 0002.  | 1053   |
| 2015/16 | 0072.  | 0022   | 0026.  | 0262   | 0040.  | 0284   |
| 2016/17 | –      | –      | 0034.  | 0214   | 0049.  | 0214   |
| 2018/19 | 0012.  | 0184   | 0072.  | 0051   | 0039.  | 0235   |
| 2019/20 | 0091.  | 0020   | 0015.  | 0345   | 0026.  | 0365   |
| 2020/21 | –      | –      | 0026.  | 0198   | 0026.  | 0198   |